# تلسکوپ اپکس
از آنجا که ALMA در حال تکمیل شدن است، منجمان نجوم رادیویی( طول موج پایین و خیلی پایین) در چاجنانتور با راهیاب آتاکاما (APEX) نیاز خود را برطرف می‌کنند.تلسکوپ رادیویی 12 متری که از یک تکنولوژی جدید مشابه نمونه اصلی آنتن و سایت عملیاتی (ALMA) استفاده می‌کند.اصلاحات اپتیکی در بهبود سطح دقت آنتن که در طول موج 0.2 تا 1.4 کار می‌کند باعث شده تا آسمان را شفاف تر رصد کنند.
5100 متر بالاتر از ایستگاه، پنجره‌های اتمسفری جدیدی گشوده شده که به منجمان اجازه مشاهده مولکولی و اتمی خطوط طول موج‌ها را می‌دهد، که قبلاً تلسکوپ‌های مستقر در زمین تقریباً از مشاهده آن عاجز بودند. منجمان با کمک APEX شرایط درون مولکولی ابرهای اطراف سحابی جبار یا ستون‌های آفرینش در سحابی عقاب را بررسی می‌کنند. و گازهای منوکسید کربن و مولکول‌های زیستی مختلط و بعلاوه مولکول‌های بارداری همچون فلورین که قبل از این غیرقابل مشاهده بودند را کشف کرده‌اند. پیشرفت این اکتشاف فهم مارا از گهواره گازها که محل تولد ستارگان جدید است را بیشتر می‌کند.آرایش نسل جدید تابش سنج‌ها در میدانی وسیع به منجمان اجازه نقشه برداری از غبار گسیل داده شده از نزدیک ستاره‌های در حال شکل گیری، که در فاصله دوری از کهکشان قراردارند و در جهان گسترده شده‌اند را می‌دهد.
راهیاب آزمایشی آتاکاما (the Atacama Pathfinder Experiment) که به اختصار APEX نامیده می‌شود حاصل همکاری مؤسسه علمی Max-Planck، جامعه منجمان رادیویی (وابسته به منجمان مؤسسه علمی روحر دانشگاه بکوم) و رصد خانه‌های Onsala و ESO است. که جا پای تلسکوپ رادیویی SEST سوئدی ESO که از طرف La Silla در سال 1987تا 2003 در همکاری بین ESO و رصد خانه فضایی Onsala احداث شده بود گذاشته است. تلسکوپ در طول موج‌های بین 0.8 تا 3 میلی‌متر کار می‌کند.